# Lotyšské etnografické muzeum v přírodě
Lotyšské etnografické muzeum v přírodě (lotyšsky Latvijas Etnogrāfiskais brīvdabas muzejs) je skanzen v severní části Rigy. Založen byl v roce 1924 a veřejnosti otevřen v roce 1932. V současnosti má rozlohu 87 hektarů a nachází se na něm 118 objektů lidové architektury ze všech historických zemí Lotyšska.